# Marmarita
Marmarita (tiếng Ả Rập: مرمريتا, tiếng Syriac cổ điển: ܡܪܡܪܝܬܐ, Marmarītā) là một ngôi làng ở phía tây bắc Syria, nằm ở phía tây Homs. Marmarita là một trong những ngôi làng lớn nhất ở Wadi al-Nasara ("Thung lũng của các Kitô hữu"), một khu vực phía bắc Talkalakh. Năm 2004, Marmarita có dân số 2.206, theo Cục Thống kê Trung ương (CBS). Cư dân của nó chủ yếu là Kitô hữu Chính thống Hy Lạp và là một trong những ngôi làng Kitô giáo lớn nhất ở Wadi al-Nasara ('thung lũng của các Kitô hữu). Marmarita là một điểm đến mùa hè và thu hút khách du lịch nổi tiếng ở Syria. Ngôi làng là một phần của Tỉnh Homs từ năm 1953; trước đó, nó là một phần của Tỉnh Latakia.

## Từ nguyên
Cái tên Marmarita được cho là bắt nguồn từ tiếng Syriac Marmanitha, có nghĩa là "một nơi bỏ qua" có thể liên quan đến tình hình của Marmarita trên cao nguyên Akkar và biển Địa Trung Hải.

## Lịch sử
Marmarita được định cư vào đầu thế kỷ 17 bởi bốn gia đình nông dân từ Lebanon và cao nguyên Hauran. Những gia đình này đã xây dựng ba nhà thờ (St. John, St. Saba và St. Boutros) vẫn còn ở ngoại ô làng. Văn hóa dân gian địa phương gợi ý rằng địa điểm của ngôi làng có thể đã bị chiếm đóng từ đầu thế kỷ thứ 6, nhưng bất kỳ nơi cư trú nào đã bị phá hủy bởi một vụ phun trào núi lửa của khu vực đứt gãy Levant. Không có bằng chứng về việc giải quyết Phoenician trước đó đã được tìm thấy.

### Nội chiến Syria
Vào ngày 17 tháng 8 năm 2013 [Syria-News] đã báo cáo rằng các chiến binh đã giết và làm bị thương các Kitô hữu Syria ở Marmarita và thị trấn al-Husn lân cận trong lễ hội tôn giáo được gọi là Ký túc xá của Theotokos. Jund al-Sham (Những người lính của Levant) nhận trách nhiệm. Sau đó, người ta đã tuyên bố rằng nhóm chiến binh đã rút về Lebanon.

## Khí hậu
Ở Marmarita, khí hậu ấm áp và ôn hòa. Vào mùa đông có lượng mưa ở Marmarita nhiều hơn so với mùa hè. Phân loại khí hậu Köppen-Geiger là Csa. Nhiệt độ trung bình hàng năm ở Marmarita là 16,5 °C (61,7 °F). Lượng mưa hàng năm vào khoảng 1.017 mm (40,04 in). 
| Dữ liệu khí hậu của {{{location}}} | Dữ liệu khí hậu của {{{location}}} | Dữ liệu khí hậu của {{{location}}} | Dữ liệu khí hậu của {{{location}}} | Dữ liệu khí hậu của {{{location}}} | Dữ liệu khí hậu của {{{location}}} | Dữ liệu khí hậu của {{{location}}} | Dữ liệu khí hậu của {{{location}}} | Dữ liệu khí hậu của {{{location}}} | Dữ liệu khí hậu của {{{location}}} | Dữ liệu khí hậu của {{{location}}} | Dữ liệu khí hậu của {{{location}}} | Dữ liệu khí hậu của {{{location}}} | Dữ liệu khí hậu của {{{location}}} |
| Tháng                              | 1                                  | 2                                  | 3                                  | 4                                  | 5                                  | 6                                  | 7                                  | 8                                  | 9                                  | 10                                 | 11                                 | 12                                 | Năm                                |
| ---------------------------------- | ---------------------------------- | ---------------------------------- | ---------------------------------- | ---------------------------------- | ---------------------------------- | ---------------------------------- | ---------------------------------- | ---------------------------------- | ---------------------------------- | ---------------------------------- | ---------------------------------- | ---------------------------------- | ---------------------------------- |
| [ cần dẫn nguồn ]                  |                                    |                                    |                                    |                                    |                                    |                                    |                                    |                                    |                                    |                                    |                                    |                                    |                                    |

## Du lịch

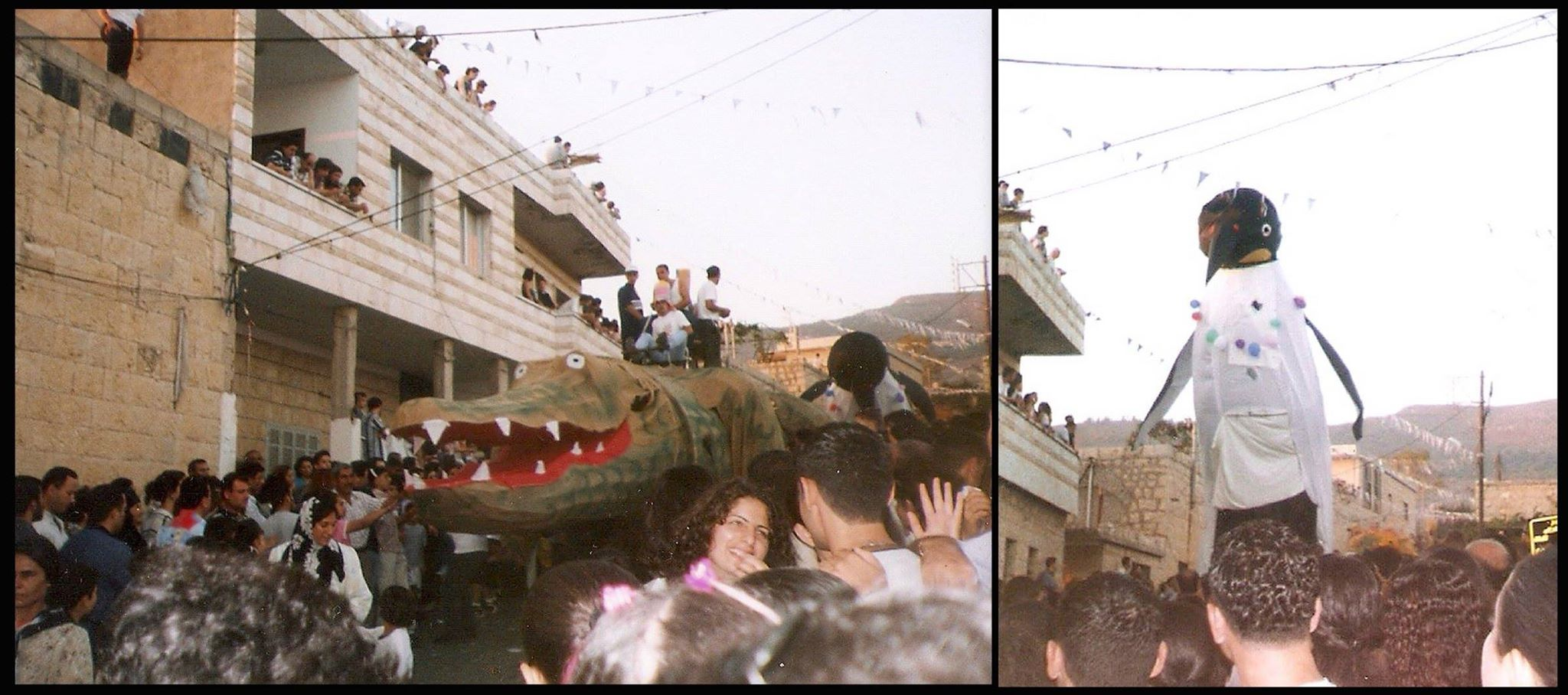
Carnaval Marmarita, 2001

Marmarita được bao quanh bởi một số di tích và di tích lịch sử. Nổi tiếng nhất trong số này là Krak des Chevaliers (còn được gọi là "Qal'at al-Ḥiṣn"), một lâu đài thập tự chinh được xây dựng bởi Dòng Saint John của Jerusalem trong khoảng thời gian từ 1142 đến 1271. Lâu đài được coi là một trong những lâu đài thời trung cổ được bảo tồn quan trọng nhất trên thế giới bởi UNESCO.
Carnival Marmarita hàng năm được thành lập vào năm 1972 và có đám rước xe cộ và vũ công trong trang phục.  .
Dân số của Marmarita thay đổi theo mùa: vào mùa đông, dân số khoảng 2.500; vào mùa hè, nó tăng lên từ 25.000 đến 30.000 vì trước đây các gia đình địa phương trở về từ công việc ở các thành phố lân cận để đi nghỉ trong khu vực.

## Vận chuyển

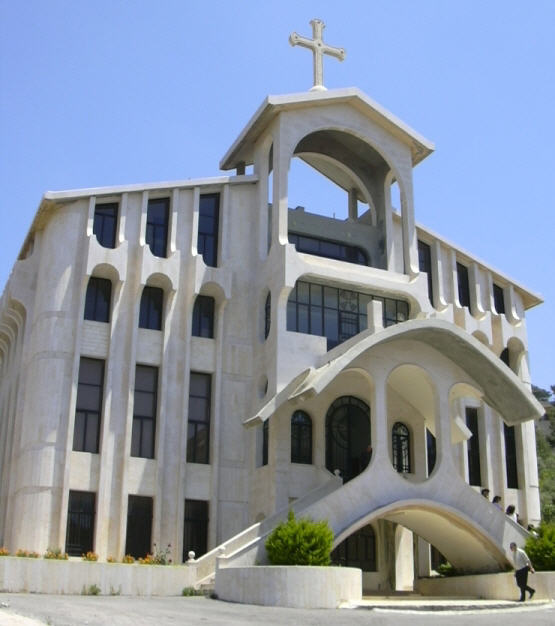
Một nhà thờ Marmarita hiện đại

Marmarita nằm khoảng 13   km về phía bắc của đường cao tốc M1, khoảng một nửa giữa Tartus và Homs.
Các sân bay gần nhất với Marmarita là Sân bay Quốc tế Bassel Al-Assad (LTK) ở Syria (93.1   km), Sân bay Quốc tế Beirut (BEY) tại Lebanon (163,2   km) và Sân bay Quốc tế Damascus (DAM) ở Syria (196.2   km). 